# Bon Voyage (cortometraje)
Bon Voyage es un cortometraje de propaganda británico de 1944, hablado en francés, dirigido por Alfred Hitchcock por encargo del Ministerio de información británico.

## Sinopsis
Oficiales franceses informan a un joven sargento de artillería escocés, de la Real Fuerza Aérea, sobre su fuga del territorio ocupado y, en particular, sobre una persona que puede haber sido un agente alemán.

## Reparto
- John Blythe - Sargento de la RAF John Dougall
- The Moliere Players (Grupo de actores franceses refugiados en Inglaterra)

## Reediciones
Milestone Films lanzó Bon Voyage, junto con el otro cortometraje de Hitchcock en francés de 1944, Aventure malgache, en VHS y DVD.